# Colin Haughton
Colin Haughton (* 12. November 1972 in Manchester) ist ein englischer Badmintonspieler. 

## Karriere
Colin Haughton gewann 1995 die Welsh International. 1996 siegte er bei den La Chaux-de-Fonds International. 2000 gewann er vier bedeutende Titel. 2002 und 2003 wurde er als Legionär mit dem SC Bayer 05 Uerdingen deutscher Mannschaftsmeister. In seiner Heimat England gewann er insgesamt drei Titel im Herreneinzel.

## Sportliche Erfolge
| Saison    | Veranstaltung                     | Disziplin    | Platz | Name |
| --------- | --------------------------------- | ------------ | ----- | --- |
| 1995      | Welsh International               | Herreneinzel | 1     | Colin Haughton |
| 1996      | La Chaux-de-Fonds International   | Herreneinzel | 1     | Colin Haughton |
| 2000      | Scottish Open                     | Herreneinzel | 1     | Colin Haughton |
| 2000      | Slovenian International           | Herreneinzel | 1     | Colin Haughton |
| 2000      | Iceland International             | Herreneinzel | 1     | Colin Haughton |
| 2000      | England: Einzelmeisterschaften    | Herreneinzel | 1     | Colin Haughton |
| 2000/2001 | Deutsche Mannschaftsmeisterschaft | Mannschaft   | 3     | SC Bayer 05 Uerdingen (Simon Archer, Judith Meulendijks, Rune Massing, Nicole Grether, Chris Bruil, Rikke Olsen, Colin Haughton, Silke Gabriel, Kenneth Jonassen, Christine Skropke, Stephan Kuhl, Kristof Hopp, André Bertko, Jürgen Arnold)                       |
| 2001      | Slovak International              | Herreneinzel | 1     | Colin Haughton |
| 2001      | Australia Open                    | Herreneinzel | 1     | Colin Haughton |
| 2001      | Japan Open                        | Herreneinzel | 5     | Colin Haughton |
| 2001      | England: Einzelmeisterschaften    | Herreneinzel | 1     | Colin Haughton |
| 2001      | Indonesian Open                   | Herreneinzel | 5     | Colin Haughton |
| 2001/2002 | Deutsche Mannschaftsmeisterschaft | Mannschaft   | 1     | SC Bayer 05 Uerdingen (Kenneth Jonassen, Kristof Hopp, Chris Bruil, Rune Massing, Rikke Olsen, Nicole Grether, Colin Haughton, Judith Meulendijks, Erika van der Heuvel, Christine Skrpoke, Silke Gabriel, Simon Archer, Jürgen Arnold, André Bertko, Stephan Kuhl) |
| 2002      | Canadian Open                     | Herreneinzel | 1     | Colin Haughton |
| 2002/2003 | Deutsche Mannschaftsmeisterschaft | Mannschaft   | 1     | SC Bayer 05 Uerdingen (Simon Archer, Rune Massing, Chris Bruil, Colin Haughton, Kenneth Jonassen, Stephan Kuhl, Kristof Hopp, André Bertko, Jürgen Arnold, Judith Meulendijks, Nicole Grether, Rikke Olsen, Silke Gabriel, Christine Skropke)                       |
| 2003      | England: Einzelmeisterschaften    | Herreneinzel | 1     | Colin Haughton |
| 2003/2004 | Deutsche Mannschaftsmeisterschaft | Mannschaft   | 3     | 1. BC Bischmisheim (Janine Göbbel, Natascha Thome, Colin Haughton, Joachim Tesche, Michael Keck, Carola Bott, Carina Mette, Thomas Tesche, Kristof Hopp, Xu Huaiwen, Michael Fuchs, Nikhil Kanetkar)                                                                |